# Aleksandar Flaker
Aleksandar Flaker (* 27. Juli 1924 in Białystok, Polen; † 25. Oktober 2010 in Zagreb, Kroatien) war ein jugoslawischer bzw. kroatischer Literaturwissenschaftler.

## Leben
Flaker studierte Slawistik und Philosophie an der Universität Zagreb, wo er als Assistent am Lehrstuhl für slawische Sprachen und Literatur arbeitete. 1954 wurde er promoviert. 1957 habilitierte er sich, wurde 1958 Assistenz-Professor und 1962 außerordentlicher Professor. 1965 erfolgte die Ernennung zum Professor für russische Literatur an der Universität Zagreb. 1989 wurde er emeritiert. Bis 2002 lehrte er als Professor Emeritus.
Er lehrte an mehreren europäischen und amerikanischen Universitäten. Er war seit 1991 ordentliches Mitglied der Kroatischen Akademie der Wissenschaften und Künste. Er war assoziiertes Mitglied der Slowenischen Akademie der Künste und Wissenschaften, Ehrenmitglied der Ungarischen Akademie der Wissenschaften und auswärtiges Mitglied der Polnischen Akademie der Wissenschaften und Künste. 

## Werke
- (als Herausgeber, mit Viktor Žmegac): Formalismus, Strukturalismus und Geschichte. Zur Literaturtheorie und Methodologie in der Sowjetunion, ČSSR, Polen u. Jugoslawien, 1974 (ISBN 3-589-00059-7)
- Modelle der Jeans Prosa. Zur literarischen Opposition bei Plenzdorf im osteuropäischen Romankontext, 1975 (ISBN 3-589-20075-8)
- (als Herausgeber): Glossarium der russischen Avantgarde, 1989 (ISBN 3-85420-165-6)